# Rezerwat przyrody Klonowo
Rezerwat przyrody Klonowo – rezerwat leśny położony na terenie gminy Lidzbark w województwie warmińsko-mazurskim. Został ustanowiony w 1958 roku. Zajmuje powierzchnię 32,77 ha (akt powołujący podawał 31,92 ha). Należy do Górznieńsko-Lidzbarskiego Parku Krajobrazowego.
Przedmiotem ochrony jest las mieszany przylegający do południowo-zachodnich brzegów Jeziora Lidzbarskiego. Szatę roślinną rezerwatu tworzą przede wszystkim dwa zespoły: dominujący przestrzennie bór mieszany i grąd typowy. Wiek drzewostanów szacuje się na 190 lat. Drzewostany rezerwatu tworzą głównie: jawor, jesion wyniosły, wiąz górski, klon, grab i sosna. Runo leśne porośnięte jest niecierpkiem drobnokwiatowym. Rośnie tu też wawrzynek wilczełyko i lilia złotogłów.
Przez teren rezerwatu przebiega szlak pieszo-rowerowy.